# Camp de prisonniers allemands à Mulsanne
Le camp de Mulsanne  fut pendant, la Seconde Guerre mondiale, un camp de cantonnement allié puis un camp de prisonniers de guerre, d'abord pour les alliés, avant de devenir un camp d'internement de nomades et un camp d'internement de Juifs. Il se trouvait près de Mulsanne dans la Sarthe et avait une circonférence de 5 à 6 kilomètres. Lors de la libération de la France, il fut de nouveau utilisé comme camp de prisonniers de guerre, mais cette fois-ci pour les prisonniers de l'Axe. Plus de 8 000 prisonniers allemands : officiers supérieurs, SS, soldats allemands, soldats étrangers enrôlés de force, y étaient stationnés.

## Un cantonnement pour les troupes britanniques
Mulsanne en 1939 est une petite bourgade rurale de 500 habitants. L'habitat est regroupé autour de la vieille église et le long de la route nationale reliant Le Mans et Tours (RN 158, devenue plus tard la RN 138, désormais départementalisée). En mai, des troupes britanniques du Corps expéditionnaire en France s'installent sur des terrains requis par l'armée. Sous les ordres du Lieutenant Carr[réf. nécessaire], l'unité comprend 851 hommes, dont 11 officiers, 420 sous-officiers, 360 hommes de troupe et 60 soldats indiens reconnaissables à leur turban. Ces derniers étaient affectés à l'entretien du camp et conduisaient des mulets attelés par deux à des chariots. Desservi par la route nationale 158 et situé au carrefour avec la route départementale 140 permettant également d'aller au Mans (route d'Arnage), le site du camp était facile d'accès. Les Britanniques y construisent routes et baraquements, ainsi qu'un château d'eau sur une butte de l'autre côté de la route d'Arnage, seul vestige restant aujourd'hui. Le site devient alors un camp d'instruction, et un cantonnement britannique avancé en France.
Les troupes britanniques stationnées dans la Sarthe sont commandées par le général Borwig, qui a installé son état-major à la Bourse du commerce au Mans. En juin 1940, lors de la bataille de France et de la défaite des Alliés, les soldats britanniques et indiens abandonnent à la hâte leur cantonnement. De nombreux civils prennent alors possession du ravitaillement (nourriture, effets, couvertures, cigarettes, etc) abandonné sur place. En outre, une vague de réfugiés arrive à Mulsanne, fuyant devant l'envahisseur.

## Le fronstalagno203
Le 20 juin 1940 les premiers soldats allemands arrivent à Mulsanne. Le Frontstalag numéro 203 de Mulsanne se monte très vite. Destiné à accueillir les prisonniers de guerre dont près de 4 000 soldats français avec de nombreux africains, des soldats des armées britanniques et polonaises également. Il est clôturé avec des fils barbelés d'une hauteur d'environ 4 mètres, des miradors de 5 mètres sont implantés, tous les 50 mètres une sentinelle avec un fusil mitrailleur. La nuit, des phares tournent en permanence.
Les prisonniers restent un an maximum puis sont expédiés en Allemagne. La nourriture est rare et les conditions de vie sont très difficiles. Les prisonniers de guerre reçoivent leurs matricules à l'arrivée du camp. Ils sont logés par groupe de cinquante dans des baraques de tôles ondulées, avec comme lit, trois kilos de paille changée tous les mois. L'appel se fait deux fois au matin et la nuit, ou, parfois, par surprise au milieu de la journée. Certains prisonniers sont envoyés dans des fermes environnantes pour travailler. Un certain nombre d'entre eux vont réussir à s'échapper grâce à des complicités extérieures. En mai 1941, les soldats partent à pied jusqu'à Arnage, d'où ils sont embarqués par voies ferrées en Allemagne.

## Un camp d'internement de nomades
Dès lors, le camp devient une zone d'internement pour Tsiganes. Les nomades n'y sont pas seuls (vagabonds, clochards, voleurs et quelques prisonniers de guerre nord-africains). Le 15 avril 1942, 370 nomades internés auparavant au camp de la Pierre, près de Coudrecieux arrivent rapidement suivis de nombreux autres, déplacés d'un camp à l'autre. Les internés sont logés dans des baraques de tôles ondulées de forme semi-cylindrique, avec plancher en bois. Ils sont logés dans 35 baraques sur 186 existantes, elles sont surpeuplées. Les conditions sanitaires sont déplorables, l'eau est une denrée rare et précieuse. Les douches ne fonctionnent pas, l'installation sanitaire ayant éclaté durant l'hiver. Le manque d'eau et d'absence d'hygiène corporelle favorisent la propagation des poux et de la vermine. D'une capacité de 1 100 à 1 200 personnes, ce camp regroupe aussi des nomades internés à Montlhéry et à Moisdon-la-Rivière. Le 3 août 1942, le camp de Mulsanne est évacué. 717 internés encadrés par 50 gendarmes et 20 gardiens civils quittent Mulsanne par train spécial de la gare d'Arnage en direction du camp de Montreuil-Bellay.
La chapelle de ce camp, administrée par l'abbé Derouin, curé d'Arnage, fut à cette époque dotée d'un haut-relief sculpté par Henri-Émile Rogerol.

## Un camp d'internement de Juifs
En octobre 1942, il sert également de camp de transit pour des familles de Juifs raflées en Sarthe et en Mayenne. Ils sont gardés dans le camp de Mulsanne (rafles des 8 au 12 octobre pour les arrestations) avant de partir au Camp de Drancy pour leur dernier voyage vers les camps de la mort (camp d'extermination d'Auschwitz), d'où ils furent déportés surtout par le convoi no 42 du 6 novembre 1942. Il y a là des hommes, des femmes et des enfants. Ils sont dépouillés de tous leurs biens personnels, mis dans des baraquements. 142 juifs dont 45 enfants furent arrêtés dans le département de la Sarthe. Le 23 mai 1943, Mulsanne est bombardé par les alliés. Juin 1944, après le débarquement, les soldats allemands deviennent plus arrogants, plus dangereux envers la population locale. Puis le camp se vide, il est laissé à la garde de deux soldats Autrichiens qui vont désormais surveiller surtout du matériel.

## Dépôtsno401,no402etno403P.G.A (prisonniers de guerre de l'Axe)
En janvier 1945, les soldats alliés arrivent en Sarthe. Les rôles s'inversent. Le Front stalag 203 devient un camp de prisonniers allemands, dépôts no 401, no 402 et no 403 P.G.A (prisonniers de guerre de l'Axe) des D.P.G.A de la 4e région. Trois camps sont formés à l'intérieur de cet immense camp. Des soldats, des SS, des  officiers supérieurs allemands capturés au cours de la campagne et dans les poches de l’Atlantique. les prisonniers étaient en partie sous des tentes, 24 toiles de tente par compagnie sont distribuées. Les troupes de garde n’étaient pas mieux loties. C’étaient des tirailleurs Marocains (trois compagnies autonomes, une compagnie étant forte de 119 hommes). Au départ, la gestion du camp est américaine, mais face aux batailles que les États-Unis mènent encore dans le Pacifique, la gestion est transférée à l'administration française. En juillet 1946, le camp compte 8 555 prisonniers de la Wehrmacht, 252 de la SS puis quarante‑six officiers généraux et amiraux. Il devient alors le plus grand camp d'officiers allemands de France. L'hiver 1945-1946 est très rude, peu de nourriture, peu de chauffage, hygiène rudimentaire. Les soldats allemands décédés de maladies (dysenterie pour la plupart) sont enterrés sur un terrain attenant au cimetière de Mulsanne. Plus tard, dans les années 1960, leurs tombes seront relevées pour rejoindre le cimetière militaire du Mont d'Huisnes (unique mausolée allemand en France).
En 1947, les Allemands sont libérés, pour les officiers de réserve, ou évacués vers les camps de Baccarat ou du Larzac, pour les officiers d'active. Le 1er août, le camp est démantelé. Le matériel militaire est remis aux domaines ; un ferrailleur local acquiert le reste. Le site est remblayé, les terrains rendus à leur propriétaire. L'automobile Club de l'Ouest dépose un projet de dates pour la 17e édition des 24 heures, les 21 et 22 juin 1948. Mais l'économie encore trop fragile la reporte à l'année suivante en 1949. Les signes de la Seconde Guerre mondiale s'effacent bien vite. 

Commandants du camp de prisonniers allemands à Mulsanne de 1945 à 1947 :
- du 1er février au  16 juin 1946, colonel Brébant (ancien du 117e RI) ;
- colonel Roquet, colonel Lucas (ancien du 117e RI), commandant Ferre (ancien chasseur alpin),
- lieutenant-colonel Cadieu.
La 1re compagnie autonome de la Mayenne du capitaine Amédore de Molence, était la première compagnie à prendre la garde dans le camp à compter du 3 janvier 1945, devenu 1er bataillon de marche du Maine dont sa devise « vaincre et mourir » son drapeau est décoré aux armes de la ville du Mans[4].
- En 1946, la 438e compagnie de garde du camp devient la 438e compagnie de tirailleurs marocains.
Le sergent Joseph Klupczynski était interprète du camp dépôt no 401 puis 402 du 1er avril 1947 au 1er août 1947[5],[6].

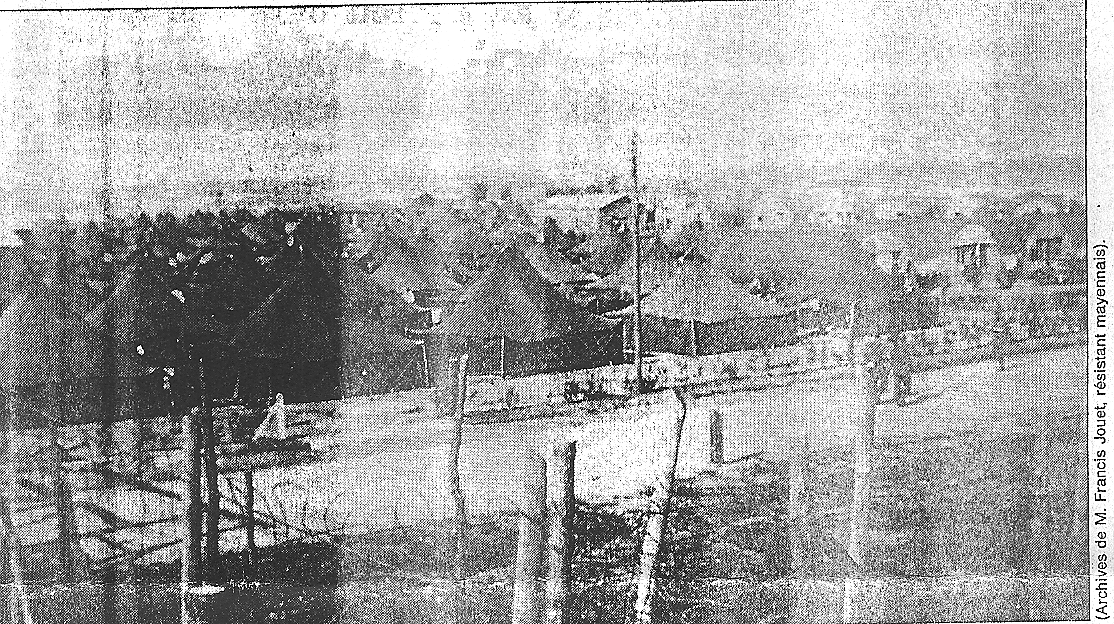
Camp de prisonniers allemands de Mulsanne, entre avril et août 1946.
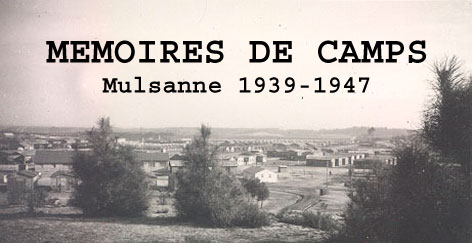
Vue du camp de Mulsanne.
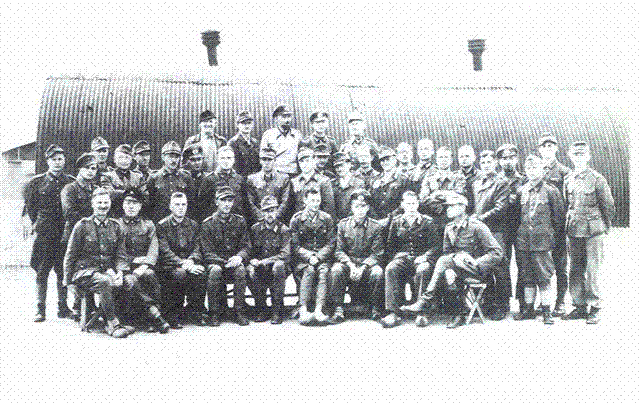
Prisonniers allemands.

## Terrain de golf au bout de la légendaire ligne droite des Hunaudières
Aujourd'hui, de ce camp, il ne subsiste que le château d'eau, les sanitaires en dépôt pour les jardiniers du golf et, proche de la route d'essai de la Drire, les ruines d'un ancien garage où les véhicules de l'encadrement étaient entreposés. 
Actuellement, un panneau commémoratif avec 44 noms d'enfants juifs déportés, devenu un lieu de recueillement. Il se trouve à l'emplacement du square Bentley au 51 Rue des Pins à Mulsanne. Il a été commémoré le dimanche 18 octobre 2009,,.

## Sources et bibliographies
- Cochet François, « France 1945, le dossier controversé des PGA », L’Histoire, no 191, septembre 1995, p. 44- 48.
- Cochet François, Soldats sans armes, Bruylant, Bruxelles 1998.
- Eisterer Klaus, « Les prisonniers de guerre autrichiens sous contrôle français (1943-1947/1948) », Guerres Mondiales et conflits Contemporains, 51(201), 2001, p. 83-104.
- ERBS Laurent, « Des démarches individuelles. Les évasions de prisonniers de guerre en 1946 », Documents, 5-2008, p. 44-46.
- Lefèvre Sylvie, Les relations économiques franco-allemandes de 1945 à 1955. De l’occupation à la coopération. Comité pour l’histoire économique et financière de la France, Paris 1998.
- Rovan, Joseph, Mémoires d’un Français qui se souvient d’avoir été Allemand, Paris, Éditions du Seuil, 1999
- Théofilakis Fabien, « Les prisonniers de guerre allemands en mains françaises au sortir de la seconde Guerre Mondiale », Revue d’Allemagne, 3-4-2004, p. 383- 397.
- Veillon, Dominique, Vivre et Survivre en France. 1939-1947. Payot, Paris 1995,
- Voldman Danièle, La reconstruction des villes françaises de 1940 à 1954. Histoire d’une politique. L’Harmattan, Paris 1997.